# Dreisieglerbrief

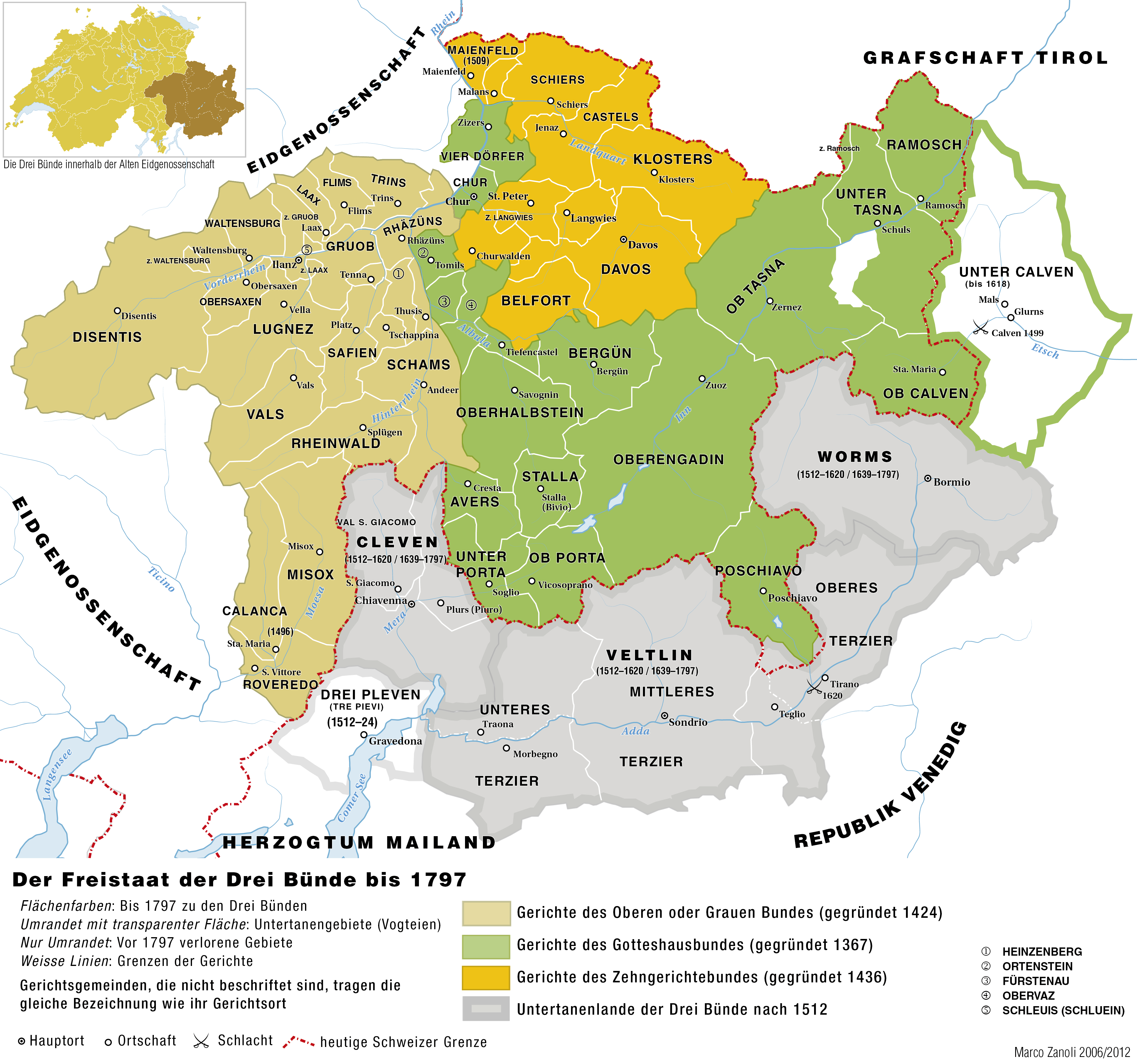
Historische Karte zu den Drei Bünden

Als Dreisieglerbrief bezeichnete man ein Dekret der Republik der drei Bünde (rätoromanisch La Republica da las Trais Lias, kurz Republica), eines ehemaligen Staates im heutigen Graubünden in der Schweiz. Das Dokument wurde als Dreisieglerbrief bezeichnet, weil alle drei Bünde das Dokument mit ihrem Siegel legitimierten. Der Dreisieglerbrief wurde am 6. Februar 1574 vom Parlament der Republik, dem Bundstag (Dieta da las lias), beschlossen. Die angeschlossenen Gemeinden der Republik verifizierten das Dokument durch ein Referendum. Dadurch wurde der Brief Landesrecht. Der Dreisieglerbrief verbot das spontane Zusammenrotten von bewaffneten Volkshaufen zwecks Errichtung eines spontanen Strafgerichts. Durch die Einsetzung solcher Strafgerichte wurde die Autorität der Gerichte der Gerichtsgemeinden zunehmend unterhöhlt. Der Bundstag untersagte bei Strafe an Leib und Gut die Aufwiegelung, Zusammenrottung mit Fähnlein, Wehr und Waffen sowie das «Reisen auf die Gemeinden». (Zum Begriff «Reisen» siehe Reisiger und Reisläufer). Im Volksmund wurden solche Aufrühre Fähnlilupf genannt. Das Landesgesetz hatte nur eine sehr begrenzte Wirkung. Der Republik fehlte es an einer Institution, dieses Gesetz durchzusetzen.   

## Hintergrund
Die Republik der drei Bünde war ein Freistaat, bestehend aus dem «Gotteshausbund», dem «Grauen Bund» und dem «Zehngerichtebund». Jeder dieser Bünde bestand aus verschiedenen souverän gebliebenen Hochgerichten bzw. Gerichtsgemeinden. Diese waren sehr unterschiedlich organisiert. Oftmals waren sie Herrschaften des niederen Adels, oder sie wurden von den Landesherren als Lehen an den niederen Adel vergeben. So waren beispielsweise die Gemeinden des Unterengadins Teil des Gotteshausbundes, aber auch im Herrschaftsgebiet der Habsburger. Über die eigentliche Herrschaftsgewalt verfügten alteingesessenen Familien wie die Familie der Planta oder die Familie der Salis.  
Die Republik verfügte über keine zentrale Armee und es war Aufgabe der Gerichtsgemeinden, Milizen zu unterhalten. Diese wurden von der lokalen Bevölkerung der Gemeinden gestellt. Besonders im Zeitalter der Reformation lehnten sich die Untertanen oftmals gegen die Herrschenden auf, indem sie spontan ein Strafgericht gegen diese einsetzten und diese auch verurteilten. Oftmals verbündeten sich die Mitglieder mehrerer Milizen gegen einen gemeinsamen Feind oder Widersacher. Bei Streitigkeiten zwischen der Bevölkerung und den Herrschenden wurden oftmals Gerichtsurteile zugunsten der Herrschenden durch die Gerichte entschieden. Die Bevölkerung lehnte sich mithilfe der Milizen dagegen auf. 
Das führte zum Beispiel 1565 zu einem Aufstand im Unterengadin gegen die Pensionäre Frankreichs. Der Niederadel hatte Frankreich gegen die Zahlung von jährlichen Pensionen Truppen zur Verfügung gestellt. Es kam zum Streit um ausbleibenden Sold. Johann von Planta hatte 1558 die Herrschaft über Rhäzüns als Pfandlehen von den Habsburgers erhalten. Doch die Bevölkerung weigerte sich 1560, Johann von Planta zu huldigen. Die Angelegenheit ging vor das Hochgericht und dieses entschied im Sinne der Planta. Die Bevölkerung hatte den Zehnten an diese zu entrichten. Dies führte 1572 zum Fähnlilupf vor Chur, der mit der Gefangennahme, Verurteilung und Hinrichtung von Johann von Planta durch ein willkürliches Strafgericht endete. Weder die Republik noch die verbündete Eidgenossenschaft billigten die Verurteilung und sahen dies als Erosion und Machtverlust der ordentlichen Gerichte und als ein Abgleiten in die Anarchie. Der Dreisieglerbrief war die direkte Konsequenz daraus.